# Лівінгстон (Іллінойс)
Лівінгстон (англ. Livingston) — селище (англ. village) в США, в окрузі Медісон штату Іллінойс. Населення — 763 особи (2020).

## Географія
Лівінгстон розташований за координатами 38°58′6″ пн. ш. 89°45′53″ зх. д. / 38.96833° пн. ш. 89.76472° зх. д. (38.968437, -89.764607).  За даними Бюро перепису населення США в 2010 році селище мало площу 2,76 км², з яких 2,73 км² — суходіл та 0,03 км² — водойми.

## Демографія
Згідно з переписом 2010 року, у селищі мешкало 858 осіб у 375 домогосподарствах у складі 231 родини. Густота населення становила 310 осіб/км².  Було 417 помешкань (151/км²).
Расовий склад населення:
| - 98,1 % — білих - 0,5 % — чорних або афроамериканців - 0,3 % — азіатів - 0,1 % — вихідців з тихоокеанських островів - 0,1 % — корінних американців |

До двох чи більше рас належало 0,8 %. Частка іспаномовних становила 0,6 % від усіх жителів.
За віковим діапазоном населення розподілялося таким чином: 22,4 % — особи молодші 18 років, 61,9 % — особи у віці 18—64 років, 15,7 % — особи у віці 65 років та старші. Медіана віку мешканця становила 39,2 року. На 100 осіб жіночої статі у селищі припадало 96,8 чоловіків;  на 100 жінок у віці від 18 років та старших — 94,7 чоловіків також старших 18 років.
Середній дохід на одне домашнє господарство  становив 50 084 долари США (медіана — 42 583), а середній дохід на одну сім'ю — 59 144 долари (медіана — 49 063). Медіана доходів становила 50 972 долари для чоловіків та 30 729 доларів для жінок. За межею бідності перебувало 9,6 % осіб, у тому числі 11,6 % дітей у віці до 18 років та 7,1 % осіб у віці 65 років та старших.
Цивільне працевлаштоване населення становило 386 осіб. Основні галузі зайнятості: освіта, охорона здоров'я та соціальна допомога — 18,7 %, виробництво — 14,8 %, роздрібна торгівля — 11,4 %, мистецтво, розваги та відпочинок — 10,4 %.